# Buldhana

Stadens och distriktets läge i Maharashtra.

Buldhana (eller Buldana) är en stad i delstaten Maharashtra i västra Indien. Den är administrativ huvudort för distriktet Buldhana och hade 67 431 invånare vid folkräkningen 2011.